# Ducati 899 Panigale
Die Ducati 899 Panigale ist ein Motorradmodell der Klasse Superbike des italienischen Motorradherstellers Ducati. Sie wurde im Rahmen der IAA 2013 als Nachfolgemodell für die Ducati 848 vorgestellt.
Im Rahmen der EICMA 2015 wurde das Nachfolgemodell – die Ducati 959 Panigale – vorgestellt.

## Benennung
Borgo Panigale ist der Vorort von Bologna, in dem Ducati seit seiner Gründung Motorräder herstellt.

## Technik

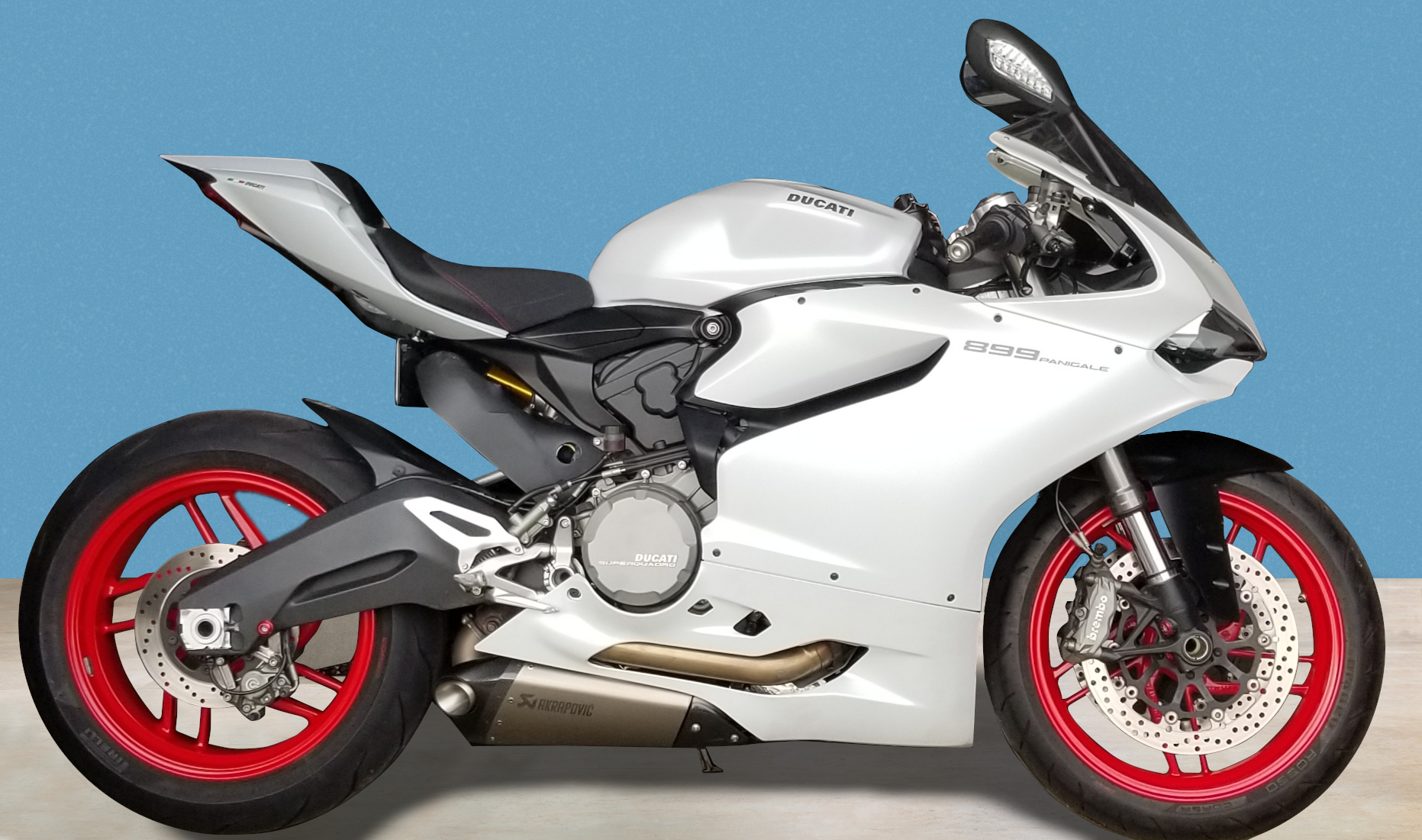
Seitenansicht

Die Verkleidung, der LED-Scheinwerfer und der Aluminium-Monocoque-Rahmen wurden auch in der 1199 verwendet; allerdings ist der Heckrahmen eine Zweiarmschwinge. Der Vier-Ventil Motor, dessen Ventile wie bei Ducati üblich desmodromisch gesteuert werden, ist mit einer Bohrung von 100 mm und 57,2 mm Hub  ebenso kurzhubig wie bei der 1199. Die Leistungsentfaltung und die Motorbremse sowie ABS und Traktionskontrolle sind über drei Fahr-Programme, „Racing“, „Sport“ und „Wet“, steuerbar. Die elektronischen Assistenten können auch einzeln ausgeschaltet werden.